# Станнид дититана
Станни́д дитита́на — бинарное неорганическое соединение, интерметаллид титана и олова с формулой Ti2Sn, кристаллы.

## Получение
- Сплавление стехиометрических количеств чистых веществ:

{\displaystyle {\mathsf {2Ti+Sn\ {\xrightarrow {1550^{o}C}}\ Ti_{2}Sn}}}

## Физические свойства
Станнид дититана образует кристаллы гексагональной сингонии, пространственная группа P 63/mmc, параметры ячейки a = 0,4653 нм, c = 0,5700 нм, Z = 2, структура типа арсенида никеля NiAs (или диникельиндия InNi2).
Соединение образуется по перитектической реакции при температуре 1550 °C (по другим данным, 1552 °C).